# Aglossosia ruficeps
Aglossosia ruficeps là một loài bướm đêm thuộc phân họ Arctiinae, họ Erebidae.